# Polskie kluby gimnastyczne
Aktualnie w Polsce gimnastykę sportową (GSK,GSM) lub  artystyczną (GA) można uprawiać w następujących klubach.

## Kluby według miast

### Biała-Podlaska
- AZS AWF Biała Podlaska

### Bielsko-Biała
- UKS Kajman Bielsko-Biała
- SGA Bielsko-Biała
- KSga Orion Łodygowice
- SGA S "Pasja" Bielsko - Biała

### Bydgoszcz
- BKSG Zawisza Bydgoszcz

### Chybie
- RKS Cukrownik Chybie

### Gdańsk
- MKS Gdańsk
- AZS AWFiS Gdańsk
- UKS Olimpijczyk Gdańsk

### Gdynia
- SGA Gdynia
- UKS Jantar Gdynia

### Gryfino
- MKS Hermes Gryfino

### Jaworzno
- MCKiS Jaworzno

### Katowice
- UKS Katowice
- UKS Carramba Katowice
- UKS Dąb-19 Katowice
- MKS Pałac Młodzieży Katowice

### Kraków
- UKS Korona Kraków
- TS Wisła Kraków
- PTG Sokół Kraków
- MKS Krakus Kraków
- AZS AWF Kraków
- KS Korona Kraków
- SGAiS Olimpia Kraków
- SGA Kraków

### Łódź
- UKS SP 7 Łódź
- UKS 41 Łódź
- MUKS Widzew Łódź
- KS Tęcza Łódź

### Nysa
- NTG Nysa

### Olesno
- UKS Gwiazda Olesno

### Olsztyn
- UKS SMS Olsztyn

### Piekary Śląskie
- UKS Orzeł Biały Piekary Śląskie

### Poznań
- KS Energetyk Poznań
- MKS Dąbrówka Poznań

### Radlin
- KG Radlin

### Szczecin
- UKS Błękitna Szczecin
- MKS Kusy Szczecin
- SGA Szczecin

### Toruń
- TKG Olimpijczyk Toruń

### Warszawa
- KSGA Legion Warszawa
- UKS Pałac Młodzieży Warszawa
- CWKS Legia Warszawa
- IKS AWF Warszawa
- UKS IRINA
- UKS RONIN

### Wrocław
- UKS Kopernik Wrocław
- AZS AWF Wrocław

### Zabrze
- KS Iskra Zabrze